# Bézu-Saint-Éloi
Bézu-Saint-Éloi är en kommun i departementet Eure i regionen Normandie i norra Frankrike. Kommunen ligger i kantonen Gisors som tillhör arrondissementet Les Andelys. År 2022 hade Bézu-Saint-Éloi 1 616 invånare.

## Befolkningsutveckling
Antalet invånare i kommunen Bézu-Saint-Éloi
Referens:INSEE